# Pista recreativa Duble Almeyda
La Pista recreativa Duble Almeyda es una ciclovía con doble sentido de tránsito que se encuentra ubicada en la acera de la calle Dublé Almeyda, comuna de Ñuñoa (Chile).
Esta ciclovía ha recibido críticas por su diseño, en el que existen postes telefónicos y árboles en medio de las pistas, se corta el trazado por algunos sectores y se cambia de acera norte a sur en un par de ocasiones, lo que obliga a sus usuarios a estar muy atentos al camino.

## Estudio
Según un estudio del año 2010 de nuevoriente, fue la ciclovía peor evaluada de Santiago de Chile por los ciclistas consultados, obteniendo un promedio de 11,4 puntos sobre un total de 20.